# Этика свободы
«Этика свободы» (англ. The Ethics of Liberty) — книга, написанная экономистом и философом Мюрреем Ротбардом и впервые опубликованная в 1982 году, представляющая собой логическое и этическое изложение политической позиции анархо-капитализма.  В основе его теории лежит концепция частной собственности, а корни свободы он помещает в концепцию естественных прав и применяет её к ряду практических проблем, к которым он подходит систематически логично и рационально. В нём также содержится обширная библиография по свободной торговле.
По мнению автора, экономика, конечно, может внести большой вклад в защиту индивидуальной свободы, но сама по себе она не способна реализовать подлинную политическую философию. Политические выводы требуют ценностных суждений, поэтому политическая философия неизбежно этична, и поэтому необходимо создать позитивную этическую систему, чтобы иметь возможность защищать идею свободы с помощью весомых аргументов.

## Негативная свобода
Автор отстаивает концепцию негативной свободы, понимаемую как «отсутствие физического вмешательства или посягательства на личность и собственность», согласно которой каждый имеет право владеть собой и распоряжаться своим частным бытом и имуществом. Следовательно, он подвергает государство разрушительной критике. Для автора налоги — это «кража в колоссальных масштабах», и он рекомендует делать всё возможное, чтобы не платить их. Исходя из принципа неагрессии, Ротбард выступает резко против минимальных или даже ультраминимальных государств, таких как государство – ночной сторож Нозика.
В то же время он анализирует методы представительной демократии и процессы, которые он определяет как фиктивное определение мнимого большинства с помощью механизмов массовой пропаганды, дающих преимущество наиболее влиятельным группам в обществе отодвигать на второй план мнение каждого гражданина. Таким образом, государственные преступления против свобод остаются безнаказанными.

## Естественное право
Отправной точкой философской позиции Ротбарда является теория естественного права в его наиболее радикальной форме, в которой закон не воспринимается как выражение человеческой воли, а как нечто, принадлежащее природе и даже чуждое существованию какого-либо Бога. Таким образом, он связывается с некоторыми средневековыми томистами и Саламанкской школы.
Среди естественных прав он выделяет право на частную собственность как столп свободы, занимающий лидирующее место, а также демонстрирует его практическую значимость для каждого человека.

## Реакция
Книга была положительно воспринята в либертарианских кругах. Многие хвалят книгу за глубокий анализ естественного права и его практического применения. В 1988 году либертарианский комментатор Шелдон Ричман заявил, что «Этика свободы — великая книга, которая заслуживает внимания любого, кто заинтересован в хорошем обществе и человеческом процветании».
Экономист Ханс-Херман Хоппе, написавший предисловие к книге, считает её «вторым магнум опусом» Ротбарда после его Человек, экономика и государство.

Сам Ротбард о своей книге впоследствии пишет:
Предполагалось, что это будет примирение либертарианства с консервативной культурой и личной этикой, что в наши дни называется палеолибертарианством. Но по мере того, как она писалась, она превратилась в анархо-либертарианский трактат. К началу шестидесятых консерваторы стали сторонниками войны, и идея примирения с ними потеряла всю свою привлекательность.

## Издания
Английский: The Ethics of Liberty
- New York University Press. New York, NY: 2003. Мягкая обложка. ISBN 0814775594
- New York University Press. New York, NY: 1998. Твёрдый переплёт. ISBN 0814775063
  - С новым введением от Ханса-Хермана Хоппе. Аудиокнига Архивная копия от 18 февраля 2022 на Wayback Machine / полный текст Архивная копия от 2 декабря 2021 на Wayback Machine от Института Мизеса

- Humanities Press. Atlantic Highlands, NJ: 1982. Твёрдый переплёт. ISBN 0391023713

Русский: Этика свободы
- Скрипториум.:2019. Твёрдый переплёт.

Испанский: Ética de la libertad
- Unión Editorial. Madrid: 2009. La Ética de la Libertad (2a edición). ISBN 9788472094802
  - С введением Хесуса Уэрта де Сото